# Veronica Guerin (filme)
Veronica Guerin é um filme americano-britano-irlandês de 2003, do gênero drama biográfico, dirigido por Joel Schumacher e baseado na história verídica da jornalista Veronica Guerin.
O orçamento do filme foi de 17 milhões de dólares.

## Sinopse
Veronica Guerin é uma repórter investigativa que resolve denunciar o esquema de corrupção e tráfico de drogas em Dublin, cidade em que vive. Graças a suas matérias, ela adquire projeção internacional, porém passa a sofrer perseguição por parte dos bandidos.

## Elenco
- Cate Blanchett .... Veronica Guerin
- Gerard McSorley .... John Gilligan
- Ciarán Hinds .... John Traynor
- Brenda Fricker .... Bernie Guerin
- Don Wycherley .... Chris Mulligan
- Barry Barnes .... Graham Turley
- Simon O'Driscoll .... Cathal Turley
- Emmet Bergin .... Aengus Fanning
- Charlotte Bradley .... Anne Harris
- Mark Lambert .... Willie Kealy
- Garrett Keogh .... Tony Gregory
- Maria McDermottroe .... Geraldine Gilligan
- Paudge Behan .... Brian Meehan
- Joe Hanley .... Eugene 'Dutchie' Holland
- David Murray .... Charles Bowden

## Principais prêmios e indicações
Globo de Ouro 2004 (EUA)
- Indicado na categoria de melhor atriz - drama (Cate Blanchett).

Festival de San Sebastian 2003 (Espanha)
- Recebeu o Prêmio Solidariedade.
- Indicado ao Prêmio Concha de Ouro.